# Лари Бароуз
Лари Бароуз (Лондон, 29. мај 1926 – Лаос, 10. фебруар 1971) био је енглески фото-новинар, најпознатији по фотографијама из Вијетнамског рата.
На својим фотографијама Бароуз је приказивао потресне сцене и последице рата, терор и пустошење.

## Биографија
Лари је рођен у Лондону, где је и кренуо у школу. Само са 16 година напустио је школовање и запослио се у часопису Life Magazine у Лондону, где је штампао фотографије.
Године 1962. отишао је у рат у Вијетнам и тамо је био до своје смрти 1971. године. Једна од његових најпознатијих колекција је први пут издата у Life Magazine 16. априла 1965. Колекција је названа One Ride with Yankee Papa 13.
Часопис за који је радио није објавио ниједну његову потреснију фотографију одмах, већ кад се ситуација помало стишала, неколико година касније. Међутим, све фотографије из 1966. се налазе у Галерији овог часописа. Најпознатију фотографију Досезање, магазин је објавио 1971. године поводом авионске несреће у којој је аутор страдао.
Лари Бароуз је погинуо у несрећном случају 19. фебруара 1971. када је хеликоптер у којем је он био погођен изнад града Лаоса. Заједно с њим, погинули су и његове колеге новинари, Хенри Хует, Кент Потер и Кејсабуро Шимамото.
Све време док је боравио у Вијетнаму, Лари се залагао да се ситуација која се тамо дешавала представи што веродостојније и лично су га потресли тамошњи догађаји. За филм о Вијетнаму који је Life Magazine снимао и припремао у канцеларијама у Њујорку, Лари је припремао пропратни текст. Једном приликом забележено је да се Лари извинио уредницима документарца што није писао по стандардима, али му то није било важно док је около било пуцњаве и дешавале су се много веће ствари.
Године 2002. његова постхумна књига о Вијетнаму је награђена наградом Prix Nadar.
Дана 3-4. априла 2008. Бароуз, Хует Потер и Шимамото су били постхумно награђени и направљен је одељак о њиховим животима у музеју Њузијум, у Вашингтону.